# Berlin, I Love You
Berlin, I Love You è un film del 2019 diretto da registi vari. Il film presenta un cast corale ed è strutturato come un film antologico.

## Produzione
Il film è stato annunciato nell'ottobre 2017. Insieme all'annuncio l'attrice Keira Knightley, l'ex pugile Mickey Rourke e l'attrice Helen Mirren si unirono al cast. Successivamente si unirono al cast l'attore e regista Diego Luna e l'attrice Emily Beecham. Tramite il suo profilo Instagram, la star di Glee e cantante Dianna Agron ha annunciato la sua entrata nel cast. La Agron ha dichiarato anche che avrebbe diretto un segmento del film.

## Accoglienza
Il film è stato accolto in maniera mista dalla critica con un punteggio di 3.8/10.